# タイガーサラマンダー
タイガーサラマンダー（学名：Ambystoma tigrinum）は、北米大陸に生息する全長が30cmに達する最大の陸生有尾類である。

## 特徴
陸上生活に適応した頑丈な体、太い四肢、幅の広く短い頭部、短い首と、長い尾、目蓋のついた小さな目を持つ。体色は非常に変異幅が大きく、茶色や灰色、オリーブグリーン、黒色等の斑点や縞を持つ。寿命は長く25年以上生存した個体が知られている。昼間はほとんど穴の中などに隠れており、夜間に昆虫やミミズ、小型の両生類、哺乳類等を捕食する。

## 生活環
基本的に陸生であるが、春から夏にかけての大雨の後、自分の生まれた水場に繁殖に戻る。繁殖期の雌雄が水辺で出会うとお互いにつつきあい、最後にメスがオスについて行き、オスが落とした精包を自分の総排泄孔に入れ、受精した卵を水草に産み付ける。
幼生は大型で外鰓を持ちウオータードッグと呼ばれる。一部は共食いに特化した大きな頭部を持つ「共食いモルフ」と呼ばれる形態に変化する。寒冷地や一時的な水場で繁殖する個体群は早期に変態し小さな成体になることが知られる。陸上の環境がよくない時は幼形成熟することがある。

## 分類
かつてはカナダからメキシコに至る広範な地域に生息する単一種とされていたが、近年亜種とされていた個体群が独立の種に昇格したため、基亜種とされていたトウブタイガーサラマンダーのみが Ambystoma tigrinum とされることになった。